# Dōjō Kun

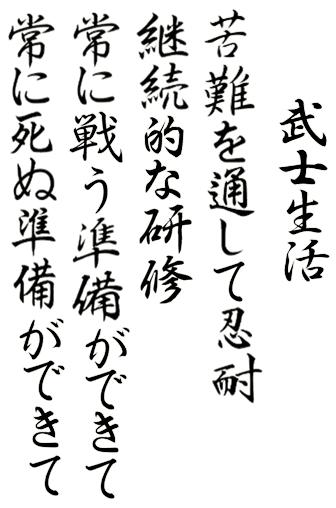
Bushi Seikatsu Dojo Kun

El Dōjō Kun es una serie de preceptos que suelen estar colgados y escritos en Kanji (ideogramas japoneses) en la pared de los Dōjō de las artes marciales japonesas modernas del karate o del Judō, y en el arte marcial del Aikidō.  Estas disciplinas se encuentran incluidas en el conjunto de artes marciales modernas (gendai budō).
A pesar de que se sabe que la mayoría de las reglas son posteriores a la Segunda Guerra Mundial, Gichin Funakoshi (el padre del karate moderno japonés) no las menciona en su autobiografía. En muchos casos se perpetúa la tradición de los preceptos del Bushidō que ayudaban a mantener una línea de pensamiento en el practicante. 
En el caso del arte marcial del karate-dō se les relaciona con la esencia de Niju kun, los veinte principios escritos por el padre del Karate moderno Gichin Funakoshi, quien era un ferviente seguidor de la filosofía china del confucionismo, según la cual, se da gran importancia a los ritos; al ser formas de conservar el pasado místico que fue legado; el confucionismo apoya que se los siga practicando y les da nuevos valores. Eran vistos por los confucianos como un símbolo de jerarquía y poder. Además, es un método de autodisciplina y dominio de uno mismo, al hacer que el individuo deba realizar algo de una manera precisa. De esta manera, los ritos como el Dōjō Kun, garantizan que la sociedad, el Estado, la familia y la escuela funcionen correctamente, ya que las acciones del gobierno deben tener orden y jerarquía.
Sin embargo hay que notar que en épocas previas a la Restauración Meiji o siglo XX, estos preceptos del Dōjō, le permitían al guerrero feudal japonés o samurai retomar su lugar en la sociedad en los períodos entre guerras o de paz, buscando su armonía o "wa" dentro de esta.
A continuación se muestra el Dōjō Kun del Hombu Dojo (Dōjō Central) de la Japan Karate Association (JKA) en Tokio, perteneciente al arte marcial del karate-dō estilo Shōtōkan, escrito por su fundador Gichin Funakoshi: 
道場訓
一丶人格完成に努めること。
一丶誠の道を守ること。
一丶努力の精神を養うこと。
一丶礼儀を重んずること。
一丶血気の勇を戒むること。
```
HITOTSU! JINKAKU KANSEI NI TSUTOMURU KOTO!
jinkaku = personalidad, kansei = completa (perfecta), ni = hacia, tsutomuru = esforzarse (comprometerse)

HITOTSU! MAKOTO NO MICHI O MAMORU KOTO!
makoto = verdad, no = <posesivo>, michi = camino, wo = con respecto a lo anterior, mamoru = defender

HITOTSU! DORYOKU NO SEICHIN O YASHINAU KOTO!
doryoku = esfuerzo, no = <posesivo>, seishin = espíritu, wo = con respecto a lo anterior, yashinau = cultivar

HITOTSU! REIGI O OMONZURU KOTO!
reigi = cortesía, wo = con respecto a lo anterior, omonzuru = honrar

HITOTSU! KEKKI NO YUU O IMASHIMURU KOTO!
kekki = vigor (ímpetu), no = <posesivo>, yu = valentía, wo = con respecto a lo anterior, imashimuru = reprimir (abstenerse)

```

HITOTSU; literalmente significa "una cosa" "únicamente" "sólo", pero que se puede entender como lo primordial, lo más importante, lo primero, lo principal. Esta palabra antecede a cada precepto para ubicarlo al mismo nivel de importancia que los demás. La palabra koto, con la que finaliza cada precepto significa "cosa" y se usa como conjunción entre preceptos. Además, en japonés no indica el posesivo de la palabra que le precede; por ejemplo: doryoku no seishin = "el espíritu del esfuerzo" (doryoku = esfuerzo, seishin = espíritu). Las palabras wo y wa se usan para indicar que el elemento precedente es el sujeto de la oración; por ejemplo reigi wo omonzuru = "con respecto a la cortesía, honrarla" (reigi = cortesía, omozuru = honrar). Finalmente, la palabra imashimuru pareciera arcaica, sin embargo, contiene el radical 戒 que significa "reprimir" y usualmente se traduce como "abstenerse".
Traducción (libre) al castellano: 
```
 -Respeto a los demás
 -Esfuerzo y constancia
 -Reprimir la violencia
 -Guardar siempre fidelidad
 -Perfección de la personalidad

```

Otra traducción (y quizá más moderna), sería:
```
Ante todo, ser correcto, leal, y puntual!
Ante todo, intentar perfeccionar el carácter!
Ante todo, intentar superarse!
Ante todo, respetar a los demás!
Ante todo, abstenerse de proceder violentamente!

```

Las palabras "ante todo" son sustituidas al estilo que el maestro de cada dōjō decida siempre que sea por algo que deje en claro que es la prioridad, por ejemplo: Primero, Uno, Siempre, etc.
En los dojos donde el idioma local es distinto del japonés, es común recitar el Dojo Kun en ambos idiomas primero en japonés y posteriormente en el idioma nativo de la región.
Una forma popular de recitar el Dōjō Kun en dōjōs de habla hispana, sobre todo aquellos dōjōs practicantes del estilo Shōtōkan (principalmente los pertenecientes a la asociación JKA), sería la siguiente:
```
Primero, Esforzarse por la perfección del carácter.
Primero, Defender los caminos de la verdad.
Primero, Fomentar el espíritu del esfuerzo.
Primero, Honrar los principios de etiqueta
Primero, Guardarse contra el valor impetuoso.

```

En Colombia se acostumbra:
```
Primero, buscar la perfección del carácter.
Primero, ser correcto, leal y puntual.
Primero, siempre superarse.
Primero, respetar a los demás.
Primero, abstenerse de comportamientos violentos.

```

En Argentina, Ecuador y Uruguay se usa decir:
```
Intentar perfeccionar el carácter.
Ser correcto, leal, puntual.
Tratar de superarse.
Respetar a los demás.
Abstenerse de procederes violentos.

```

En el Hombu Dōjō de JKA en Costa Rica se recita así:
```
Buscar un carácter perfecto.
Ser leal.
Esforzarse.
Respetar a los demás.
Abstenerse de la violencia.

```

La forma del Dōjō Kun puede variar de un estilo a otro, a veces tan sólo varía el orden de los preceptos mostrados. En Japón se suele recitar al final de la clase, algo que se suele hacer muy poco en Europa y en América depende del país en el que se encuentre. También se suele recitar después del mokuso (período de concentración/ visualización / aislamiento mental), y previamente al Shomen ni rei (saludo al fundador), del Sensei ni Rei (saludo al maestro) y del Otagai ni Rei (saludo a los compañeros de clase) que se realizan para finalizar la clase.
En algunas escuelas, variantes y estilos de karate se recita únicamente en ocasiones solemnes, como en la ceremonia de cambio de grado del dojo, o para dar la bienvenida a los nuevos cinturones blancos.
```
Formación de la personalidad
Rectitud
Esfuerzo y constancia
Respeto a los demás
Reprimir la violencia

```

Tanto en el karate, como en el Judō y en el Aikidō, el Dōjō Kun, engloba la filosofía y principios técnico-tácticos del arte. Por esto es importante conocerlo, ya que permite trascender el practicarlo sólo como un deporte o actividad física.